# Claudio Schina
Claudio Schina (Roma, 28 agosto 1961) è un dirigente sportivo, allenatore di pallamano ed ex pallamanista italiano, direttore generale del settore giovanile della Pallamano Trieste.

## Palmarès

### Giocatore

#### Club
- Campionato italiano di pallamano maschile: 10
1981-82, 1982-83, 1984-85, 1985-86, 1989-90, 1992-93, 1993-94, 1994-95, 1995-96, 1996-97

- Coppa Italia (pallamano maschile): 3
1986-87, 1992-93, 1994-95

### Allenatore

#### Club
- Campionato italiano di pallamano maschile U15: 1

2018-19